# Orimarga lanei
Orimarga lanei är en tvåvingeart som beskrevs av Alexander 1942. Orimarga lanei ingår i släktet Orimarga och familjen småharkrankar. Inga underarter finns listade i Catalogue of Life.